# Il était deux fois (série télévisée)
Pour les articles homonymes, voir Il était deux fois.
Production
Diffusion
Il était deux fois est une série télévisée française réalisée par Florian Thomas et Valentin Vincent d'après un scénario de Éric Delafosse et France Jacquet.
Ce thriller, librement inspiré du roman Il était deux fois de Franck Thilliez paru en 2020 chez Fleuve éditions, est une coproduction de Marathon Studio et de Terence Films (Groupe Banijay France) pour France 2.

## Distribution
- Odile Vuillemin : capitaine Gabrielle Moscato
- Hubert Delattre :
- Nicole Calfan :
- Rémi Devilla :
- Béatrice Facquer :
- Tom Novembre :
- François-Éric Gendron :
- Sören Prévost :
- Amelle Chahbi :
- Sarah-Cheyenne Santoni :
- Axelle Gregorius : Chloé Lourmel

## Production

### Genèse et développement
Ce thriller, librement inspiré du roman Il était deux fois de Franck Thilliez paru en 2020 chez Fleuve éditions dans la collection Fleuve noir et écoulé à plus de 500 000 exemplaires, est une coproduction de Marathon Studio et de Terence Films (Groupe Banijay France) pour France 2, réalisée avec le soutien de la région Grand Est et de la métropole du Grand Nancy dans le cadre du Plato et accompagnée par le Bureau des images du Grand Est,,,,,.
La série est créée et écrite par Éric Delafosse et France Jacquet, et réalisée par Florian Thomas et Valentin Vincent,,,.

### Tournage
Le tournage de la série a lieu du 5 décembre 2024 au 14 mars 2025 en région Grand Est, dans la métropole du Grand Nancy,,,,.
Des scènes sont tournées, entre autres, dans le quartier Bois le Prêtre et au port de plaisance de Pont-à-Mousson, une ville qui avait déjà accueilli le tournage de la série Sambre, ainsi qu'à Toul, à Frouard et à Dombasle-sur-Meurthe, dans les environs de Nancy,,.

### Fiche technique
Sauf indication contraire, les informations mentionnées dans cette section peuvent être confirmées par la base de données cinématographiques Allociné,  présente dans la section « Liens externes ».
- Titre français : Il était deux fois
- Genre : Thriller[1]
- Production : Malika Abdellaoui (Marathon Studio), Bertrand Cohen et Stéphane Meunier (Terence Films)[3]
- Sociétés de production : Marathon Studio et Terence Films (Groupe Banijay France)[2],[3],[4],[5]
- Réalisation : Florian Thomas et Valentin Vincent[1],[2],[3],[7],[5],[6]
- Scénario : Éric Delafosse et France Jacquet[1],[2],[3],[6],[7]
- Pays de production :  France
- Langue originale : français
- Format : couleur
- Nombre de saisons : 1
- Nombre d'épisodes[1],[2],[3] : 6
- Durée : 52 minutes[1],[2],[3]
- Dates de première diffusion :